# Galápagos-Riesenratte
Die Galápagos-Riesenratte (Megaoryzomys curioi) ist eine ausgestorbene Nagetierart aus der Gruppe der Neuweltmäuse.
Der Artzusatz im wissenschaftlichen Namen ehrt den deutschen Ökologen Eberhard Curio.
Mit einer geschätzten Kopfrumpflänge von über 20 Zentimetern war die Galápagos-Riesenratte ein relativ großer Vertreter der Neuweltmäuse. Sie war auf den Galápagos-Inseln vor der Küste Südamerikas endemisch, ihre fossilen Überreste wurden auf den Inseln Isabela und Santa Cruz (Galápagos) gefunden.
Der genaue Zeitpunkt des Aussterbens ist unklar, es ist denkbar, dass die Art bis zu Beginn des 20. Jahrhunderts existierte. Ursache für ihr Verschwinden waren die Einschleppung von Hauskatzen und Ratten auf ihren Heimatinseln.
Zunächst wurde die Galápagos-Riesenratte als nahe Verwandte der Karibischen Riesenreisratten (Megalomys), die ihr in der Körpergröße ähnelten und ebenfalls ausgestorben sind, betrachtet. Der Gattungsname Megaoryzomys („große Reisratte“) deutet ein Naheverhältnis zu den Reisratten (Oryzomys) an, was nach jüngeren Untersuchungen nicht den Tatsachen entspricht. Möglich, aber unsicher ist eine Verwandtschaft zu den Paramo-Mäusen (Thomasomys). Die Art wird heute in die Sigmodontinae eingeordnet, dort aber als incertae sedis klassifiziert.

### Belege
1. ↑  Beolens, Watkins & Grayson: The Eponym Dictionary of Mammals. Johns Hopkins University Press, Baltimore 2009, ISBN 978-0-8018-9304-9, S. 93 (Curio).

## Weblink
- Megaoryzomys curioi in der Roten Liste gefährdeter Arten der IUCN 2013.2. Eingestellt von: Weksler, M. & Tirira, D., 2008. Abgerufen am 6. Dezember 2013.